# Innbygda, Innlandet
Innbygda este o localitate situată în partea de sud-est a Norvegiei (provincia Innlandet), pe malul râului Trysilelva, la poalele Alpilor Scandinaviei. Este reședința comunei Trysil. Localitatea ocupă o suprafață de 2,84 km² și numără o populație de  2.433 locuitori (2021)
. Stațiune pentru sporturi de iarnă (schi). Până în anul 2020, Innbygda a aparținut provinciei Hedmark.